# Mickey Mouse Club
Pour l’article homonyme, voir The Mickey Mouse Club.
Le Mickey Mouse Club (ou Club Mickey) est à l'origine un événement commercial apparu en 1930 dans les cinémas américains. Il consistait en la présentation de plusieurs dessins animés de Mickey Mouse lors de sessions plus ou moins réservées aux enfants.
Le premier a lieu le 11 janvier 1930 au Fox Dome Theater à Los Angeles. Ce sont les premiers efforts pour fidéliser les spectateurs au travers d'activités, de jeux et des concours avec prix.
Ensuite les événements se sont regroupés et une véritable organisation digne des scouts s'est créée autour. Un service central, au sein des studios Disney, reçoit le courrier des membres, des cartes de membres sont imprimées, et même offertes par certaines sociétés de produits de consommation. Des bulletins d'informations sont aussi édités et envoyés aux membres. Le « Club » change de forme à partir des années 1950 en raison du recul du cinéma face à la télévision.
Dans les années 1950, le Mickey Mouse Club devient une émission de télévision américaine nommée The Mickey Mouse Club. Elle débuta en 1955 sur ABC et a été relancée dans les années 1970 puis les années 1990. Ces émissions avaient comme principe commun d'inviter des enfants talentueux à chanter devant le public et ont permis de populariser de nombreux chanteurs.